# Metal Rage
Metal Rage est un jeu vidéo de simulation de char de combat développé et édité par Titus France, sorti en 1996 sur DOS.

## Histoire
Au XXIe siècle, les extra-terrestres ont envahi la Terre. Les autorités ont capitulé et collaborent avec eux. La résistance place ses derniers espoirs dans le prototype du char de combat TK2003.

## Accueil
- PC Team : 87 %[1]